# Jeunesse Apatride
Jeunesse Apatride (dt.: staatenlose Jugend) war eine kanadische Streetpunk- und Oi!-Band aus Montreal.

## Geschichte
Die erste Veröffentlichung der Band war ein Split-Album mit Sinn Féin im Jahr 1999, wobei Jeunesse Apatride mit acht Titeln den Hauptanteil trugen. Die Band bestand zu diesem Zeitpunkt lediglich aus der Sängerin Caro und dem Gitarristen François, für das Schlagzeug wurde ein Drumcomputer eingesetzt. Zwei Jahre später erschien mit Pas de compte à rendre à personne die erste eigene LP, auf der zwei Titel von der ersten Veröffentlichung wiederverwendet wurden. Ein weiteres Album, Black Block 'N Roll, folgte bereits im Jahr 2002. Vier der darauf enthaltenen Stücke erschienen außerdem auf der 7″-Single Montréal Beton. Nach drei weiteren Platten löste sich die Band im 2014 auf.

## Stil und Image
Die Musik der Band ist im schnellen oder Midtempo gehalten und durchgehend dem Streetpunk- bzw. Oi!-Genre zuzuordnen, wobei z. T. melodische und Ska-Elemente einfließen. Außergewöhnlich für eine Oi!-Band sind die weibliche Singstimme und die Verwendung zweier Gitarren. Die Lieder sind überwiegend in Französisch, seltener auch in Englisch, geschrieben.
In ihren Texten setzte sich die Band v. a. mit politischen Themen auseinander, so werden z. B. Arbeiterrechte (Prolétaire) und revolutionäre Bewegungen (La marche des révoltés) angesprochen, aber auch Freundschaft und Zusammenhalt (I'll Be Your Friend). Das Lied Le temps passe vom letzten Album stellt einen Abschiedsgruß an ihre Fans dar. Auf La Victoire Sommeille coverten Jeuness Apatride das Stück On the Streets of Montreal der Band Storm Troopers, das ursprünglich auf deren 7″ Montréal aus dem Jahr 1998 enthaltenen war. Die politische Haltung der Band kommt auch im Albumtitel Black Block 'N Roll zum Ausdruck, einer Zusammensetzung aus Rock 'N Roll und Black Block.
Bei einem Konzert im Jahr 2008 kam es zu Übergriffen durch rechtsextreme Skinheads.
Einige der Alben der Band sind im Selbstvertrieb ohne eine Plattenfirma erschienen. Darüber hinaus arbeiteten Jeunesse Apatride mit den auf Punk und Ska spezialisierten Labels Fire and Flames, Mad Butcher Records, Social Bomb Media, Redstar73 Records und Sabotage Musique zusammen. Bis auf Jusqu'au Bout  werden alle Alben auf Bandcamp zum Download angeboten, Nutzer können den Kaufpreis selbst festlegen. Die von 2001 bis 2008 erschienenen LPs sowie das Split-Album mit Sinn Féin waren zeitweise gänzlich kostenfrei verfügbar. Die Band spielte z. T. ohne Gage.
Alle Bandmitglieder traten unter ihren Vornamen bzw. unter Pseudonymen auf.

## Rezeption
Nach Einschätzung von Michael Will, Herausgeber und Redakteur des Plastic Bomb, erfreuten sich Jeunesse Apatride „großer Beliebtheit in der antifaschistischen und linken Punk- und Skinhead-Szene“. Lars Weigelt vom Ox hob den „ausdrucksstarke[n] und stets melodiöse[n] Gesang“ als „große[s] Plus“ hervor und lobte ferner den „simplen, aber eingängigen und nie zu dick aufgetragenen Streetpunk-Sound“, der „rasch ins Ohr geht“.

## Diskografie

### Alben
- 2001: Pas de compte à rendre à personne (Eigenvertrieb)
- 2002: Black Block 'N Roll (Eigenvertrieb)
- 2005: La Victoire Sommeille (Fire and Flames Music - FFM007)
- 2008: Larmes Aux Poings (Eigenvertrieb, Fire and Flames Music - FFM018, Social Bomb Records - SBR 014)
- 2014: Jusqu' au Bout (Mad Butcher Records - MBR 151, Redstar73 Records - RED73 045, Sabotage Musique - SAB 003)

### Singles
- Montréal Béton (Eigenvertrieb)

### Wiederveröffentlichungen
- 2004: Black Block 'N Roll (Fire and Flames Music - FFM003)
- 2009: Black Block 'N' Roll / La Victoire Sommeille (Social Bomb Records – SBR015, Fire and Flames Music - FFM025)

### Sonstige Veröffentlichungen
- 1999: Jeunesse Apatride / Sinn Féin Split (Split-Album)